# Miss Saigon
Miss Saigon ist ein Musical von Alain Boublil und Claude-Michel Schönberg, das ebenso wie Puccinis Madama Butterfly auf der französischen Novelle Madame Chrysanthemum beruht. Das Stück wurde am 20. September 1989 im Theatre Royal Drury Lane (London) uraufgeführt, die Broadway-Premiere folgte am 11. April 1991. Die deutschsprachige Erstaufführung fand am 2. Dezember 1994 in der Musical-Hall (heute Stage Apollo Theater) in Stuttgart statt. Der letzte Vorhang fiel am 19. Dezember 1999. Die Schweizer Erstaufführung fand 2003 im Theater St. Gallen, die Österreichische Erstaufführung am 3. Februar 2011 im Stadttheater Klagenfurt statt.
Ab dem 3. Mai 2014 war zum 25. Geburtstag des Stückes eine Revival-Produktion von Miss Saigon im Prince Edward Theatre in London zu sehen. Diese Inszenierung wurde auf DVD aufgezeichnet, die im Oktober 2016 auf den Markt kam. Eine Tour Produktion fand von 2017 bis 2019 in mehreren europäischen Ländern statt. Am 23. Jänner 2022 fand die Premiere im Raimund Theater (Wien) statt. Die Spielzeit endete am 25. Juni 2022.

## Handlung
Saigon im April 1975: die letzten Wochen des Vietnamkriegs. Im Nachtclub „Dreamland“ wird ein Schönheitswettbewerb veranstaltet. Unter den Barmädchen ist auch die 17-jährige Vietnamesin Kim, die die erste Nacht hier arbeiten muss. Einer der Gäste, der junge amerikanische GI Chris, fühlt sich zu ihr hingezogen. Sein Freund John kauft beim Barinhaber, dem Chef-im-Ring (Engineer im englischen Original), für Chris eine Liebesnacht mit Kim. Beide verlieben sich ineinander. Doch das Glück ist von kurzer Dauer: Saigon steht kurz vor dem Fall, und Chris verlässt mit dem letzten US-Hubschrauber die Stadt. Kurz darauf marschieren die Vietcong in Saigon ein.
Drei Jahre später: Kim hat inzwischen ein Kind geboren und lebt unter den neuen Machthabern. Sie glaubt noch immer an die Rückkehr von Chris, der nichts von seinem Sohn Tam weiß. Eines Tages taucht Kims Cousin Thuy, mittlerweile Vietcong-Offizier, bei ihr auf, dem sie als Kind zur Frau versprochen wurde. Er fordert sein Recht ein. Als Kim sich ihm verweigert, gerät Thuy außer sich vor Wut und versucht, den kleinen Tam zu töten. Kim erschießt den Offizier und flieht zusammen mit dem Chef-im-Ring und tausend anderen Boatpeople nach Bangkok.
In den Vereinigten Staaten hat Chris mittlerweile die US-Amerikanerin Ellen geheiratet und sich ein neues Leben aufgebaut. Doch er kann Kim und Vietnam nicht vergessen, immer wieder wird er von Albträumen gequält. Auf einer Konferenz über das Schicksal vietnamesisch-amerikanischer Kinder, den Bui Doi, erfährt Chris von seinem Freund John, dass Kim noch lebt und einen Sohn von ihm hat. Chris lässt die beiden ausfindig machen und fliegt mit Ellen und John nach Bangkok, um sein Kind zu sehen. Überglücklich erfährt Kim von seiner Ankunft. Sie erzählt dem Chef-im-Ring, dass Chris gekommen sei, um sie alle drei nach Amerika zu holen. Dieser aber glaubt, dass sich nun endlich sein „Amerikanischer Traum“ erfüllen wird und gibt Kim die Adresse von Chris’ Hotel. Wie in einem Albtraum durchlebt Kim noch einmal die letzten Stunden mit Chris: Hunderte Vietnamesen bestürmen die US-Botschaft, bitten verzweifelt um eine Ausreise aus Vietnam. Hilflos muss Kim mit zusehen, wie der letzte Hubschrauber mit Chris an Bord vom Dach der Botschaft abhebt.
Wieder in der Wirklichkeit, läuft Kim zu dem Hotel, in dem Chris wohnt. Sie freut sich auf das Wiedersehen und will ihn in seinem Zimmer überraschen. Doch dort trifft sie auf Ellen, die ihr die Wahrheit über Chris’ neues Leben erzählt. Verzweifelt stürmt Kim aus dem Hotelzimmer. Ellen erzählt Chris und John von ihrer Begegnung mit Kim und verlangt von Chris, sich für sie oder Kim zu entscheiden. Chris offenbart Ellen die dramatischen Geschehnisse in Saigon und erklärt ihr, dass sie nun der Mittelpunkt seines Lebens sei. Die beiden beschließen, Tam bei seiner Mutter in Bangkok zu lassen und die beiden finanziell zu unterstützen.
Kim indes wünscht sich nichts mehr, als ihren Sohn in einem behüteten Zuhause in den USA aufwachsen zu sehen. Als der Chef-im-Ring Chris, Ellen und John zu Kims Unterkunft führt, sieht Kim nur einen Weg, ihrem Sohn ein besseres Leben zu ermöglichen: Sie begeht Selbstmord und stirbt in Chris’ Armen.

## Kreativ-Team
- Musik: Claude-Michel Schönberg
- Liedtexte: Alain Boublil & Richard Maltby jr.
- Regie: Nicholas Hytner
- Produzent: Cameron Mackintosh

- Instrumentierung: William D. Brohn
- Tonmeister: Andrew Bruce
- Kostümdesign: Andreane Neofitou
- Lichtdesign: David Hersey
- Bühnenbild: John Napier
- Musical Staging & Choreographie: Bob Avian
- Deutsche Übersetzung: Heinz Rudolf Kunze[1]

## Besetzungen
| Besetzung Uraufführung London | Besetzung Uraufführung London | dt. Erstaufführung Stuttgart | Wiederaufnahme London 2014 | öst. Aufführung Wien   |
| ----------------------------- | ----------------------------- | ---------------------------- | -------------------------- | ---------------------- |
| Engineer                      | Jonathan Pryce                | Jerzy Jeszke                 | Jon Jon Briones            | Christian Rey Marbella |
| Kim                           | Lea Salonga                   | Aura Deva                    | Eva Noblezada              | Vanessa Heinz          |
| Chris                         | Simon Bowman                  | Uwe Kröger                   | Alistair Brammer           | Oedo Kuipers           |
| John                          | Peter Polycarpou              | Eric Lee Johnson             | Hugh Maynard               | Gino Emnes             |
| Ellen                         | Claire Moore                  | Grania Renihan               | Tamsin Carroll             | Abla Alaoui            |
| Thuy                          | Keith Burns                   | Robert Sena                  | Kwang-Ho Hong              | James Park             |
| Gigi                          | Isay Alvarez                  | Milanie Sumalinog            | Rachelle-Ann Go            | Annemarie Lauretta     |

## Lieder
1. Akt
- Overture
- The heat is on in Saigon (Saigon, du fieberst im Licht)
- The movie in my mind (Mein Märchenfilm vom Glück)
- The dance (Tanz von Kim und Chris)
- Why God why? (Mein Gott, warum)
- This money’s yours (Dies Geld ist deins)
- Sun and moon (Sonne und Mond)
- The telephone song (Telefon-Song)
- The deal (Der Deal)
- The wedding ceremony (Dju Vui Vai)
- Thuy’s arrival (Du hier)
- The last night of the world (Die letzte Nacht der Welt)
- The morning of the dragon (Die Dämmerung des Drachen)
- I still believe (Ich glaub’ an dich)
- Thuy’s death / You will not touch him (Dies ist die Stunde)
- If you want to die in bed (Tja, wer stirbt nicht gern im Bett)
- Kim & Engineer (Ein Pass in meiner Hand)
- I’d give my life for you (Ich gäb’ mein Leben her für dich)

2. Akt
- Entr’acte
- Bui-Doi (Bui-Doi)
- The revelation (Die Enthüllung)
- What a waste (Ist’s das wert?)
- Please (Ist die Reise bald vorbei?)
- Kim’s Nightmare (Kims Alptraum)
- Room 317 (Zimmer 317)
- Now that I’ve seen her (Ich kam und sah sie) bis 2011
- MAYBE, New Song for Ellen for the New Production in Utrecht and London
- The confrontation (Die Konfrontation)
- The American dream (Der American Dream)
- Finale

## Auszeichnungen (Auswahl)

### Tony Award 1991
nominiert
- „Best Musical“
- „Best Book of a Musical“
- „Best Original Score“

gewonnen
- „Best Actor in a Musical“ – Jonathan Pryce
- „Best Actress in a Musical“ – Lea Salonga

### Theatre World Award 1991
- Lea Salonga

### Drama Desk Award 1991
- „Outstanding Actor in a Musical“ – Jonathan Pryce
- „Outstanding Actress in a Musical“ – Lea Salonga
- „Outstanding Orchestration“ – William D. Brohn
- „Outstanding Lightning Design“ – Devid Hersey

## Trivia
Das Werbeplakat der Inszenierung in Stuttgart inspirierte den Grafiker Reiner Müller bei der Gestaltung des Covers für das Brettspiel Die Siedler von Catan.

## Rezeption
Die rassistischen Tropen des Musicals bewegten die Amerikanerin südkoreanischer Abstammung Kimber Lee dazu, das Stück „untitled f*ck m*ss s**gon play“ zu schreiben, das 2019 den „Bruntwood international prize for playwriting“ gewann. Die Uraufführung verzögerte sich wegen der Covid-19-Pandemie und fand schließlich 2023 an der Royal Exchange, Manchester als Teil des Manchester international Festivals vom 24. Juni bis 22. Juli statt. Danach wird es ab September 2023 am Young Vic in London gezeigt werden.